# Fiord de Tay
El fiord de Tay (en anglès, Firth of Tay, en gaèlic escocès, Linne tath) és un fiord del mar del Nord localitzat a la costa oriental d'Escòcia, on desemboca el riu Tay (el riu més gran d'Escòcia pel que fa al cabal). El fiord està envoltat per quatre àrees municipals: Fife, Perth i Kinross, Dundee City i Angus. La seva amplada màxima (a Invergowrie) és de 4,8 km.

## Geografia
El fiord de Tay és entre els comtats de Fife, Perth and Kinross, la ciutat de Dundee i Angus. En la seva part interior desaigua el riu més cabalós d'Escòcia, el riu Tay. Hi ha una gran illa en el fiord, l'illa pantanosa de Mugdrum. Dos ponts creuen el fiord, el Tay Road Bridge i el Tay Rail Bridge, suportant una carretera i una via ferroviària, respectivament. Firth of Tay i l'estuari de l'Edèn van ser designats com a lloc Ramsar el 28 de juliol de 2000.
A les costes del fiord hi ha diverses ciutats i pobles, sent els més importants: Dundee, la quarta ciutat d'Escòcia, Broughty Ferry, Tayport, Monifieth, Newport-on-Tay, Newburgh, Invergowrie i Balmerino.

## Història
Firth of Tay, a l'Antàrtida, va ser descobert el 1892-93 pel capità Thomas Robertson de l'expedició de Dundee de caça de balenes i va ser nomenat per ell en reconeixement d'aquest fiord escocès. També va nomenar l'illa de Dundee, en honor de la principal ciutat de la ria.

## Llocs d'interès
- Abadia de Balmerino
- Castell de Broughty
- Illa de Mugdrum
- Tay Rail Bridge
- Tay Road Bridge
- Bosc Tentsmuir

## Galeria d'imatges

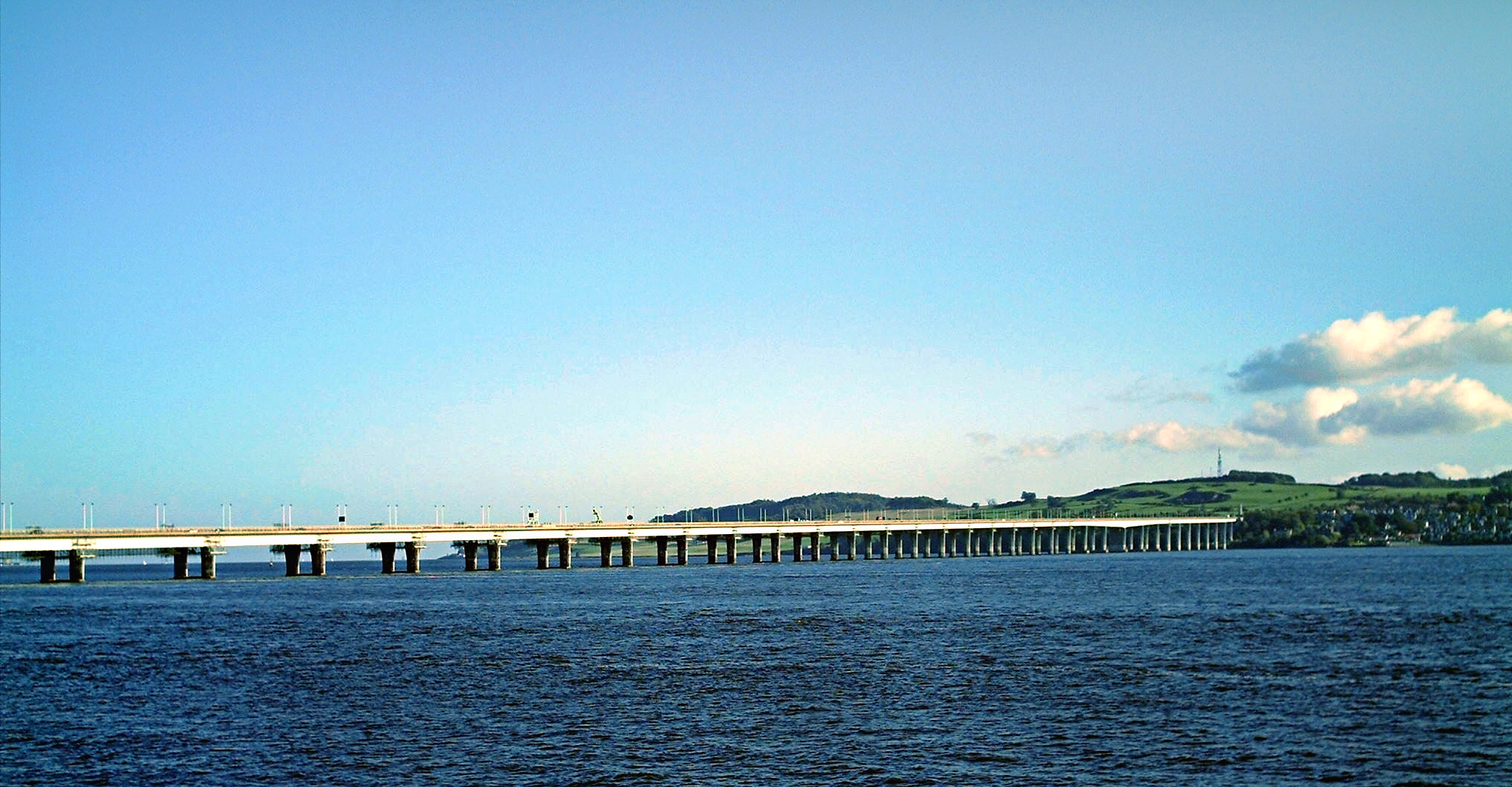
El pont Tay Road Bridge, un dels ponts que creua el fiord a Dundee
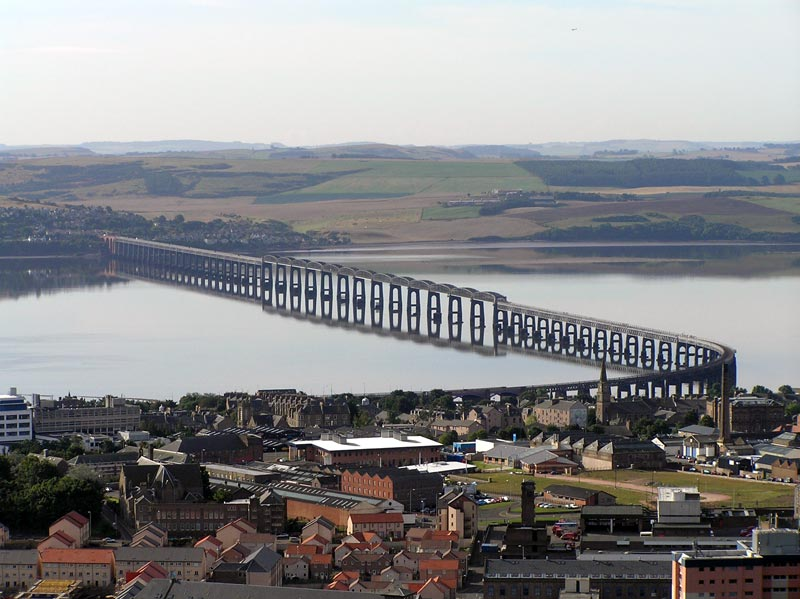
El pont del ferrocarril Tay Rail Bridge, un altre dels ponts que creua el fiord prop de Dundee